# Diagrama de flujo (matemáticas)
Un diagrama de flujo es una forma de dígrafo asociado con un conjunto de ecuaciones lineales algebraicas o diferenciales:
"Un gráfico de flujo de señales es una red de nodos (o puntos) interconectados por ramas dirigidas, que representan un conjunto de ecuaciones algebraicas lineales. Los nodos en un diagrama de flujo se utilizan para representar las variables o parámetros, y las ramas conectadas representan los coeficientes que relacionan estas variables entre sí. El diagrama de flujo está asociado con una serie de reglas simples que permiten obtener todas las posibles soluciones [relacionadas con las ecuaciones]".
Aunque esta definición usa los términos "gráfico de flujo de señal" y "gráfico de flujo" indistintamente, el término "gráfico de flujo de señal" se usa con mayor frecuencia para designar el gráfico de flujo de señal de Mason, siendo Mason el creador de esta terminología en su trabajo sobre redes eléctricas. Asimismo, algunos autores utilizan el término "diagrama de flujo" para referirse estrictamente al diagrama de flujo de Coates. Según Henley & Williams:
"La nomenclatura está lejos de estar estandarizada y... no se puede esperar una estandarización en el futuro previsible".
Una designación de "gráfico de flujo" que incluye tanto el gráfico de Mason como el gráfico de Coates, y una variedad de otras formas de tales gráficos parece útil y concuerda con el enfoque de Abrahams y Coverley y con el de Henley y Williams.
Una red dirigida, también conocida como red de flujo, es un tipo particular de diagrama de flujo. Una red es un gráfico con números reales asociados con cada uno de sus bordes, y si el gráfico es un dígrafo, el resultado es una red dirigida. Un gráfico de flujo es más general que una red dirigida, en que los bordes pueden estar asociados con las ganancias, ganancias de sucursales o transmitancias, o incluso funciones de la Laplace operador s, en cuyo caso se denominan funciones de transferencia.
Existe una estrecha relación entre gráficos y matrices y entre dígrafos y matrices. "La teoría algebraica de matrices puede aplicarse a la teoría de grafos para obtener resultados de manera elegante" y, a la inversa, los enfoques teóricos de grafos basados en diagramas de flujo se utilizan para la solución de ecuaciones algebraicas lineales.

## Derivar un diagrama de flujo a partir de ecuaciones

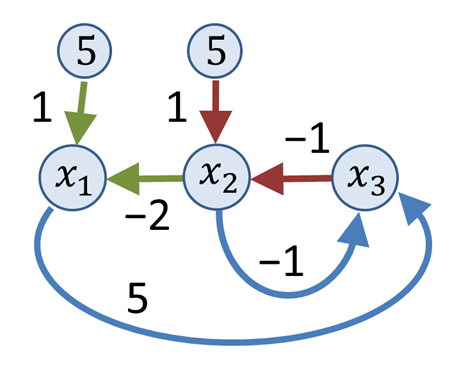
Un ejemplo de un gráfico de flujo de señales

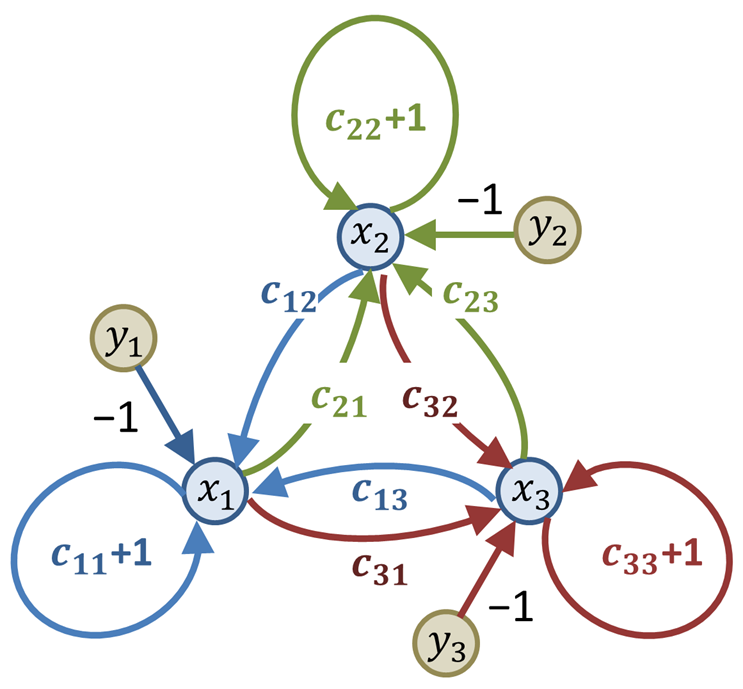
Diagrama de flujo para tres ecuaciones simultáneas. Los bordes incidentes en cada nodo se colorean de manera diferente solo para enfatizar.

Se presenta un ejemplo de un diagrama de flujo conectado a algunas ecuaciones iniciales.
El conjunto de ecuaciones debe ser coherente y linealmente independiente. Un ejemplo de tal conjunto es:
{\displaystyle {\begin{bmatrix}1&2&0\\0&1&1\\5&-1&-1\end{bmatrix}}{\begin{bmatrix}x_{1}\\x_{2}\\x_{3}\end{bmatrix}}={\begin{bmatrix}5\\5\\0\end{bmatrix}}}
La consistencia e independencia de las ecuaciones en el conjunto se establece porque el determinante de los coeficientes es distinto de cero, por lo que se puede encontrar una solución usando la regla de Cramer.
Usando los ejemplos de la subsección Elementos de los gráficos de flujo de señales, construimos el gráfico. Para comprobar que la gráfica representa las ecuaciones dadas, vaya al nodo x1. Mire las flechas que llegan a este nodo (de color verde para enfatizar) y los pesos adjuntos a ellas. La ecuación para x1 se satisface equiparándola a la suma de los nodos adjuntos a las flechas entrantes multiplicada por los pesos adjuntos a estas flechas. Asimismo, las flechas rojas y sus pesos proporcionan la ecuación para x2 y las flechas azules para x3.
Otro ejemplo es el caso general de tres ecuaciones simultáneas con coeficientes no especificados:
{\displaystyle {\begin{bmatrix}c_{11}&c_{12}&c_{13}\\c_{21}&c_{22}&c_{23}\\c_{31}&c_{32}&c_{33}\end{bmatrix}}{\begin{bmatrix}x_{1}\\x_{2}\\x_{3}\end{bmatrix}}={\begin{bmatrix}y_{1}\\y_{2}\\y_{3}\end{bmatrix}}}
Para configurar el diagrama de flujo, las ecuaciones se reformulan para que cada una identifique una sola variable agregándola a cada lado. Por ejemplo:
{\displaystyle \left(c_{11}+1\right)x_{1}+c_{12}x_{2}+c_{13}x_{3}-y_{1}=x_{1}\ .}
Usando el diagrama y sumando las ramas incidentes en x1, esta ecuación se ve satisfecha.
Como las tres variables entran en estas ecuaciones reformuladas de manera simétrica, la simetría se retiene en el gráfico al colocar cada variable en la esquina de un triángulo equilátero. Girar la figura 120° simplemente permuta los índices. Esta construcción se puede extender a más variables colocando el nodo de cada variable en el vértice de un polígono regular con tantos vértices como variables haya.
Por supuesto, para que sean significativos, los coeficientes están restringidos a valores tales que las ecuaciones sean independientes y consistentes.

## Otras lecturas
- Richard A. Brualdi, Dragos Cvetkovic (2008). «Determinants». A Combinatorial Approach to Matrix Theory and Its Applications. Chapman & Hall/CRC. pp. 63 ff. ISBN 9781420082234.Richard A. Brualdi, Dragos Cvetkovic (2008). «Determinants». A Combinatorial Approach to Matrix Theory and Its Applications. Chapman & Hall/CRC. pp. 63 ff. ISBN 9781420082234. Richard A. Brualdi, Dragos Cvetkovic (2008). «Determinants». A Combinatorial Approach to Matrix Theory and Its Applications. Chapman & Hall/CRC. pp. 63 ff. ISBN 9781420082234.